# Hohenwulsch
Hohenwulsch là một đô thị thuộc huyện Stendal, bang Sachsen-Anhalt, Đức. Đô thị Hohenwulsch có diện tích 15,17 km², dân số thời điểm ngày 31 tháng 12 năm 2006 là 416 người.